# Lee Badgett
Mary Virginia Lee Badgett (nacida en 1960) es una economista estadounidense. Profesora de la Universidad de Massachusetts Amherst, es conocida por sus investigaciones sobre cuestiones económicas relevantes para las lesbianas, los homosexuales y sus familias. Desde 2023 es presidenta de la Asociación Internacional de Economía Feminista (AIFFE).

## Biografía
Badgett obtuvo un grado en economía por la Universidad de Chicago en 1982 y un doctorado en filosofía por la Universidad de California en Berkeley en 1990. De 1990 a 1997 fue profesora de la Universidad de Maryland y en 1997 se incorporó a la Universidad de Massachusetts Amherst. Desde 2005, fue directora de investigación en el Instituto Williams de la UCLA.
La investigación de Badgett ha desmentido el mito de que los estadounidenses homosexuales y lesbianas son más ricos que los heterosexuales. También ha documentado los efectos sobre la tributación del reconocimiento gubernamental del matrimonio entre personas del mismo sexo, mostrando en 2007 que las parejas del mismo sexo pagan en promedio más de 1.000 dólares anuales que las parejas de distinto sexo en situaciones similares cuyo matrimonio es reconocido. Badgett ha testificado como experta ante el Congreso de los Estados Unidos y otras institucionees, y en varios litigios relacionados con el matrimonio entre personas del mismo sexo, incluido el referéndum de la Proposición 8 en California.